# 蘇托基
52°0′26″N 31°44′57″E / 52.00722°N 31.74917°E
蘇托基（烏克蘭語：Сутоки），是烏克蘭北部的村莊，隸屬切爾尼希夫州的切爾尼希夫區。該村面積0.72平方公里，海拔高度129米，2001年人口67，人口密度每平方公里93.1人。